# Sofiane Milous
Sofiane Milous (1 de julho de 1988 - Drancy) é um judoca francês que participou das Olimpíadas de 2012 na categoria até 60 kg. Chegou a ir à repescagem, mas perdeu a medalha de bronze para o uzbeque Rishod Sobirov, não alcançando nenhuma medalha nesta competição.